# کیتی اسلتون

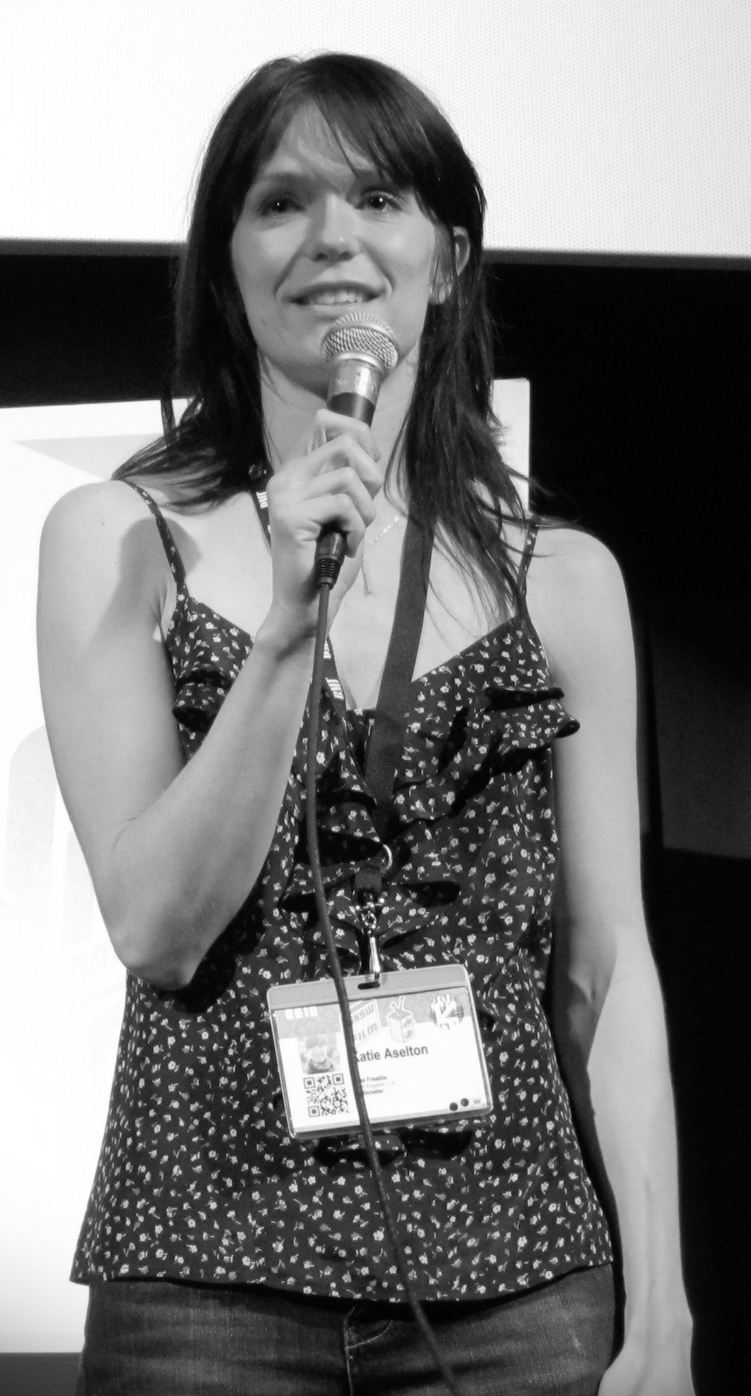

کاترین «کیتی» اسلتون (انگلیسی: Kathryn "Katie" Aselton؛ زادهٔ ۱ اکتبر ۱۹۷۸) هنرپیشه و کارگردان اهل ایالات متحده آمریکا است. وی از سال ۲۰۰۱ میلادی تاکنون مشغول فعالیت
او در فیلم‌های پدران جایگزین، شیطان اسم دارد، مک و ریتا و سریال لژیون و فیلم سینمایی نامقدس بازی کرده‌است.